# Кубок России по баскетболу 2006/2007
6-й Кубок России по баскетболу среди мужских команд — проводился с 9 сентября 2006 г. по 24 апреля 2007 года под эгидой РФБ.

## Формат
На первом этапе (стадия 1/128) команды были разбиты по территориальному признаку на 6 групп: 4 группы по 6 команд и 2 группы по 5 команд.
Победители 5 групп выходили сразу в 1/32 финала соревнования. Победитель группы А вышел в 1/64 финала, где разыграл, вместе с не участвовавшей в 1-м раунде командой из Нижнего Новгорода, последнюю путевку в 1/32 финала.
Начиная с 1/64 все стадии турнира прошли по олимпийской системе. Команды низших дивизионов начали борьбу за трофей со стадии 1/128 финала, команды Суперлиги А со стадий 1/16 и 1/4 финала (с 1/4 в борьбу вступили команды, занявшие места с 1 по 4-е в прошлогоднем чемпионате).
«Финал 4-х» прошел в Видном с 23 по 24 апреля в ДС Видное. 23 апреля в 18:00 по московскому времени прошел полуфинальный матч Динамо М - ЦСКА, в 20:45 – УНИКС - Динамо МО. 24 апреля – финал (20:00). Матч за 3-е место не проводился. Призовой фонд турнира составил 100 тысяч долларов: 50 тысяч получил победитель, 30 – финалист, по 10 – третья и четвертая команда.

## Предварительный этап
Для матчей плей-офф первым указан хозяин площадки, в случае с 2-раундовым противостоянием – хозяин первого матча.

### Групповой этап (1/128 финала)
Группа А
Все матчи состоялись в Туле.
|    | Команда                       | Игр | Поб | Пор | Заб | Пр  | Раз  |
| -- | ----------------------------- | --- | --- | --- | --- | --- | ---- |
| 1. | Липецк                        | 5   | 5   | 0   | 415 | 306 | +109 |
| 2. | ЦСКА-Тринта (Москва)          | 5   | 4   | 1   | 352 | 308 | +44  |
| 3. | Скиф (Воронеж)                | 5   | 2   | 3   | 348 | 316 | +32  |
| 4. | ТГУ-Баскет (Тамбов)           | 5   | 2   | 3   | 326 | 342 | –16  |
| 5. | Белогорье-Технолог (Белгород) | 5   | 2   | 3   | 342 | 344 | –2   |
| 6. | Тула (Тула)                   | 5   | 0   | 5   | 287 | 454 | –167 |

- ЦСКА-Тринта – Белогорье-Технолог — 69:67 (15:24, 18:15, 16:10, 20:18)
- БК Липецк – СКИФ — 69:60
- ТГУ-Баскет – БК Тула — 86:74
- БК Тула – БК Липецк — 66:111
- Белогорье-Технолог – СКИФ — 76:74
- ЦСКА-Тринта – ТГУ-Баскет — 76:63 (21:15, 21:19, 14:19, 20:10)
- СКИФ – БК Тула — 89:54
- БК Липецк – ЦСКА-Тринта — 75:66 (16:23, 19:17, 22:16, 18:10)
- ТГУ-Баскет – Белогорье-Технолог — 63:55
- ТГУ-Баскет – БК Липецк — 58:72 (13:24, 16:13, 10:11, 19:24)
- ЦСКА-Тринта – СКИФ — 61:60 (15:10, 14:10, 13:19, 19:21)
- Белогорье-Технолог – БК Тула — 88:50 (22:19, 28:5, 18:11, 20:15)
- БК Тула – ЦСКА-Тринта — 43:80 (13:24, 20:8, 2:19, 8:29)
- СКИФ – ТГУ-Баскет — 65:56 (25:23, 10:4, 23:12, 7:17)
- БК Липецк – Белогорье-Технолог — 88:56 (22:15, 16:16, 34:14, 16:11)

Источник: 
Группа Б
Все матчи состоялись в Саранске.
|    | Команда                   | Игр | Поб | Пор | Заб | Пр  | Раз  |
| -- | ------------------------- | --- | --- | --- | --- | --- | ---- |
| 1. | Рускон-Мордовия (Саранск) | 5   | 5   | 0   | 421 | 311 | +110 |
| 2. | Дизелист (Маркс)          | 5   | 4   | 1   | 352 | 309 | +43  |
| 3. | Автодор (Саратов)         | 5   | 3   | 2   | 379 | 389 | –10  |
| 4. | Рязань                    | 5   | 2   | 3   | 390 | 352 | +38  |
| 5. | Динамо (Курск)            | 5   | 1   | 4   | 315 | 408 | –93  |
| 6. | Волжанин (Волжский)       | 5   | 0   | 5   | 349 | 437 | –88  |

- Дизелист – БК Рязань — 73:68 (10:24, 28:15, 16:20, 19:9)
- Рускон-Мордовия – Волжанин — 80:70 (10:16, 29:15, 19:13, 22:26)
- Динамо – Автодор — 64:85 (10:24, 20:18, 20:17, 14:26)
- Дизелист – Динамо — 69:58 (23:9, 16:6, 20:16, 10:27)
- БК Рязань – Волжанин — 106:81 (23:24, 29:17, 26:25, 28:15)
- Автодор – Рускон-Мордовия — 71:100 (18:15, 19:24, 17:26, 17:35)
- Рускон-Мордовия – Дизелист — 78:46 (13:11, 16:11, 29:6, 20:18)
- Волжанин – Автодор — 79:86 (16:18, 20:19, 24:25, 19:24)
- Динамо – БК Рязань — 50:88 (15:19, 11:25, 17:23, 7:21)
- Динамо – Рускон-Мордовия — 70:97 (17:26, 28:21, 12:23, 13:27)
- Дизелист – Волжанин — 92:50 (23:18, 29:11, 17:10, 23:11)
- БК Рязань – Автодор — 74:82 (14:14, 18:24, 12:18, 30:26)
- Волжанин – Динамо — 69:73 (22:11, 18:16, 16:21, 13:25)
- Рускон-Мордовия – БК Рязань — 66:54 (15:17, 16:10, 11:12, 24:15)
- Автодор – Дизелист — 55:72 (16:20, 14:16, 12:15, 13:21)

Источник: 
Группа В
Все матчи состоялись в Череповце.
|    | Команда                        | Игр | Поб | Пор | Заб | Пр  | Раз  |
| -- | ------------------------------ | --- | --- | --- | --- | --- | ---- |
| 1. | Академия-Глобус (Киров)        | 4   | 4   | 0   | 342 | 232 | +110 |
| 2. | Планета-Университет (Ухта)     | 4   | 3   | 1   | 311 | 291 | +20  |
| 3. | Северсталь-ИнжЭкон (Череповец) | 4   | 2   | 2   | 269 | 271 | –2   |
| 4. | БК Петрозаводск                | 4   | 1   | 3   | 281 | 309 | –28  |
| 5. | УОР-ЛенВО (Санкт-Петербург)    | 4   | 0   | 4   | 261 | 361 | –100 |

- Академия-Глобус – Планета-Университет — 80:61 (16:10, 20:19, 32:9, 12:23)
- Северсталь-ИнжЭкон – Петрозаводск — 65:56 (20:22, 13:14, 14:10, 18:10)
- УОР-ЛенВО – Северсталь-ИнжЭкон — 64:81 (17:14, 13:23, 11:19, 23:25)
- Петрозаводск – Планета-Университет — 74:85 (28:21, 13:22, 12:28, 21:14)
- Петрозаводск – Академия-Глобус — 62:85 (10:17, 17:20, 22:28, 13:20)
- Планета-Университет – УОР-ЛенВО — 91:65 (23:16, 22:15, 16:16, 30:18)
- Северсталь-ИнжЭкон – Планета-Университет — 72:74 (13:15, 10:17, 25:22, 24:20)
- УОР-ЛенВО – Академия-Глобус — 58:100 (11:30, 18:13, 8:23, 21:34)
- УОР-ЛенВО – Петрозаводск — 74:89 (17:23, 16:22, 16:23, 25:21)
- Академия-Глобус – Северсталь-ИнжЭкон — 77:51 (24:10, 20:12, 20:17, 13:12)

Источник: 
Группа Г
Все матчи состоялись в Ставрополе.
|    | Команда                 | Игр | Поб | Пор | Заб | Пр  | Раз  |
| -- | ----------------------- | --- | --- | --- | --- | --- | ---- |
| 1. | Динамо-Ставрополь       | 5   | 5   | 0   | 400 | 314 | +86  |
| 2. | Волжанин-ГЭС (Волжский) | 5   | 3   | 2   | 382 | 322 | +60  |
| 3. | Эльбрус (Черкесск)      | 5   | 3   | 2   | 381 | 347 | +34  |
| 4. | Университет (Нальчик)   | 5   | 3   | 2   | 391 | 356 | +35  |
| 5. | Динамо-АГУ (Майкоп)     | 5   | 1   | 4   | 346 | 405 | –59  |
| 6. | Волгоград-Газпром       | 5   | 0   | 5   | 235 | 391 | –156 |

- Университет – Волжанин-ГЭС — 73:72 (18:19, 23:16, 9:27, 23:10)
- Динамо-Ставрополь – Эльбрус — 81:58 (18:14, 20:11, 19:18, 24:15)
- Динамо-АГУ – Волгоград-Газпром — 84:44 (25:6, 23:13, 14:15, 22:10)
- Университет – Динамо-АГУ — 96:84 (24:17, 25:22, 25:22, 22:23)
- Динамо-Ставрополь – Волжанин-ГЭС — 79:72 (15:22, 14:20, 21:16, 29:14)
- Эльбрус – Волгоград-Газпром — 76:41 (19:6, 13:9, 19:13, 25:13)
- Волжанин-ГЭС – Динамо-АГУ — 84:45 (20:17, 11:12, 26:10, 27:6)
- Динамо-Ставрополь – Волгоград-Газпром — 74:57 (16:16, 17:14, 16:16, 25:11)
- Эльбрус – Университет — 78:70 (12:19, 20:16, 25:16, 21:19)
- Динамо-Ставрополь – Динамо-АГУ — 90:61 (21:21, 24:21, 29:6, 16:13)
- Волжанин-ГЭС – Эльбрус — 83:78 (14:22, 27:20, 17:17, 25:19)
- Волгоград-Газпром – Университет — 46:86 (12:16, 9:18, 10:23, 15:29)
- Волгоград-Газпром – Волжанин-ГЭС — 47:71 (11:23, 11:21, 11:7, 14:20)
- Динамо-АГУ – Эльбрус — 72:91 (17:25, 15:18, 24:26, 16:22)
- Динамо-Ставрополь – Университет — 76:66 (19:14, 16:20, 17:20, 24:12)

Источник: 
Группа Д (Урал)
Все матчи состоялись в Екатеринбурге.
|    | Команда                      | Игр | Поб | Пор | Заб | Пр  | Раз  |
| -- | ---------------------------- | --- | --- | --- | --- | --- | ---- |
| 1. | Тобольск-Нефтехим            | 4   | 4   | 0   | 333 | 232 | +101 |
| 2. | Университет-2 (Магнитогорск) | 4   | 3   | 1   | 314 | 329 | –15  |
| 3. | УПИ (Екатеринбург)           | 4   | 2   | 2   | 298 | 258 | +40  |
| 4. | Университет (Ижевск)         | 4   | 1   | 3   | 309 | 359 | –50  |
| 5. | Старый Соболь (Нижний Тагил) | 4   | 0   | 4   | 253 | 329 | –76  |

- Тобольск-Нефтехим – Старый Соболь — 77:43 (26:13, 16:11, 16:7, 19:12)
- Университет – УПИ — 48:95 (12:23, 9:28, 17:19, 10:25)
- УПИ – Университет-2 — 74:78 (14:23, 27:20, 18:17, 15:18)
- Университет – Старый Соболь — 91:75 (27:22, 17:12, 23:20, 24:21)
- Университет – Университет-2 — 90:95 (22:30, 20:23, 24:27, 24:15)
- УПИ – Тобольск-Нефтехим — 47:73 (10:23, 12:17, 8:22, 17:11)
- Старый Соболь – Университет-2 — 76:79 (25:21, 22:23, 19:8, 10:27)
- Университет – Тобольск-Нефтехим — 80:94 (13:17, 23:23, 16:27, 28:27)
- Университет-2 – Тобольск-Нефтехим — 62:89 (18:25, 14:23, 16:18, 14:23)
- УПИ – Старый Соболь — 82:59 (19:14, 19:13, 22:16, 22:16)

Источник: 
Группа Е (Сибирь)
Все матчи состоялись в Новосибирске.
|    | Команда                 | Игр | Поб | Пор | Заб | Пр  | Раз |
| -- | ----------------------- | --- | --- | --- | --- | --- | --- |
| 1. | Жемчужина (Прокопьевск) | 5   | 4   | 1   | 427 | 374 | +53 |
| 2. | БК Иркут (Иркутск)      | 5   | 4   | 1   | 435 | 349 | +86 |
| 3. | Янтарь (Северск)        | 5   | 3   | 2   | 330 | 354 | –24 |
| 4. | Универсал (Томск)       | 5   | 2   | 3   | 372 | 388 | –16 |
| 5. | БК 17х16 (Омск)         | 5   | 1   | 4   | 387 | 400 | –13 |
| 6. | НГУ (Новосибирск)       | 5   | 1   | 4   | 349 | 435 | –86 |

- Жемчужина – Универсал — 92:71 (26:18, 13:17, 32:21, 21:15)
- НГУ – БК 17х16 — 62:94 (13:28, 18:23, 17:21, 14:22)
- Янтарь – БК Иркут — 60:84
- БК 17х16 – Жемчужина — 82:85 1ОТ (26:9, 13:20, 21:24, 16:23, 6:9)
- Универсал – Янтарь — 73:55 (25:12, 15:14, 14:12, 19:17)
- БК Иркут – НГУ — 105:67 (27:16, 22:16, 23:21, 33:14)
- Жемчужина – НГУ — 96:75
- Универсал – БК Иркут — 70:80 (25:21, 12:16, 15:20, 18:23)
- БК 17х16 – Янтарь — 67:75
- НГУ – Универсал — 84:73
- Янтарь – Жемчужина — 73:69
- БК Иркут – БК 17х16 — 93:67
- БК 17х16 – Универсал — 77:85
- НГУ – Янтарь — 61:67
- БК Иркут – Жемчужина — 73:85

Источник: 

### 1/8 финала – предварительный раунд (1/64 финала)
- БК Липецк – НБА-ТЭЛМА НН — 77:94 (18:24, 10:33, 21:19, 28:18)

Источник: 

### 1/8 финала – I раунд (1/32 финала)
- Академия-Глобус (Киров) – Северсталь (Череповец) — 72:101 (18:26, 17:16, 16:28, 21:31)
- НБА-ТЭЛМА НН – Стандарт (Тольятти) — 96:77 (30:18, 21:14, 25:21, 20:24)
- Рускон-Мордовия (Саранск) – Динамо-Теплострой (Челябинск) — 81:61 (20:16, 10:13, 19:12, 32:17)
- Тобольск-Нефтехим – ТЕМП-СУМЗ (Ревда) — 73:100 (19:28, 13:20, 20:27, 21:25)
- Жемчужина (Прокопьевск) – Енисей (Красноярск) — 67:102 (17:24, 14:29, 16:26, 20:23)
- Динамо-Ставрополь – Кубань-Локомотив (Краснодар) — 57:73 (16:19, 14:15, 10:20, 17:19)
- Урал-УПИ (Екатеринбург) – Металлург-Университет (Магнитогорск) — 87:59 (21:7, 18:19, 22:17, 26:16)
- Союз (Заречный) – ЦСК ВВС-Самара — 108:46 (33:11, 37:8, 22:12, 16:15)

Источник: 

### 1/8 финала – II раунд (1/16 финала)
- Северсталь (Череповец) – Спартак СПб — 73:84 (18:24, 17:23, 19:21, 19:16)
- НБА-ТЭЛМА НН – Динамо М — 76:106 (26:21, 15:34, 17:26, 18:25)
- Рускон-Мордовия (Саранск) – Сибирьтелеком-Локомотив (Новосибирск) — 56:89 (13:20, 10:23, 19:24, 14:22)
- Темп-СУМЗ (Ревда) – Урал-Грейт (Пермь) — 65:87 (15:22, 19:28, 28:15, 3:22)
- Енисей (Красноярск) – Спартак-Приморье (Владивосток) — 135:49 (36:16, 39:10, 26:13, 34:10)
- Кубань-Локомотив (Краснодар) – Локомотив-Ростов — 57:86 (19:25, 12:18, 17:22, 9:21)
- Урал-УПИ (Екатеринбург) – Университет-Югра (Сургут) — 108:34 (28:17, 29:4, 22:11, 29:2)
- Союз (Заречный) – Динамо (Московская область) — 71:88 (21:23, 19:21, 18:20, 13:24)

Источник: , , 

### 1/4 финала – III раунд (1/8 финала)
- Спартак СПб – Динамо М — 67:99 (19:33, 21:30, 10:19, 17:17), 65:84 (13:17, 26:21, 12:25, 14:21)
- Сибирьтелеком-Локомотив (Новосибирск) – Урал-Грейт (Пермь) — 82:83 (26:17, 22:16, 19:19, 15:31), 74:100 (18:31, 18:28, 21:22, 17:19)
- Енисей (Красноярск) – Локомотив-Ростов — 70:100 (16:27, 17:28, 17:22, 20:23), 85:93 (20:22, 22:21, 22:27, 21:23)
- Урал-УПИ (Екатеринбург) – Динамо (Московская область) — 55:93 (11:19, 14:20, 17:27, 13:27), 61:91 (10:28, 15:17, 25:16, 11:30)

Источник:  (недоступная ссылка), , 

### 1/4 финала – IV раунд (1/4 финала)
Питерское Динамо в октябре 2006 года прекратило существование. Подмосковное Динамо без борьбы пробилось в финальную часть турнира.
- Динамо М – Химки — 85:68 (23:15, 18:19, 27:17, 17:17), 65:81 (23:15, 9:24, 13:18, 20:24)
- Урал-Грейт (Пермь) – ЦСКА — 82:91 (19:23, 15:26, 19:23, 29:19), 64:102 (6:25, 16:25, 19:28, 23:24)
- Локомотив-Ростов – УНИКС (Казань) — 79:67 (16:10, 15:26, 21:11, 27:20), 72:99 (19:26, 16:22, 21:17, 16:34)
- Динамо (Московская область) – Динамо СПб — + / –

Источник: , , , 

## Финал 4-х

### Полуфиналы
- Динамо М – ЦСКА — 56:75 (19:19, 12:17, 10:20, 15:19)
- УНИКС (Казань) – Динамо (Московская область) — 88:63 (19:16, 32:17, 22:14, 15:16)

### Финал
- ЦСКА – УНИКС (Казань) — 74:59 (20:14, 19:18, 22:11, 13:16)

Источник: , , 